# باب کلارک
باب کلارک (انگلیسی: Bob Clark; ۵ اوت ۱۹۳۹ – ۴ آوریل ۲۰۰۷) فیلم‌نامه‌نویس، تهیه‌کننده و کارگردان اهل ایالات متحده آمریکا بود.
از فیلم‌های او می‌توان به نقطه فروپاشی و کریسمس سیاه اشاره کرد.